# 서울특별시남부교육지원청
서울특별시남부교육지원청(서울特別市南部敎育支援廳, Seoul Nambu District Office of Education)은 서울특별시 영등포구, 금천구, 구로구를 서울남부 관할하는 서울특별시교육청 산하의 교육지원청이다.
교육장은 장학관으로 보한다.

## 산하기관

### 영등포구
초등학교
| - 서울당산초등학교 - 서울당서초등학교 - 서울당중초등학교 - 서울대길초등학교 - 서울대동초등학교 - 서울대방초등학교 | - 서울대영초등학교 - 서울도림초등학교 - 서울도신초등학교 - 서울문래초등학교 - 서울선유초등학교 - 서울신대림초등학교 | - 서울신영초등학교 - 서울여의도초등학교 - 서울영동초등학교 - 서울영등포초등학교 - 서울영림초등학교 - 서울영문초등학교 | - 서울영신초등학교 - 서울영원초등학교 - 서울영중초등학교 - 서울우신초등학교 - 서울윤중초등학교 |

중학교
| - 당산서중학교 - 당산중학교 - 대림중학교 | - 대영중학교 - 문래중학교 - 선유중학교 | - 양화중학교 - 여의도중학교 - 영남중학교 | - 영원중학교 - 윤중중학교 - 신길중학교(예정) |

### 금천구
초등학교
| - 동광초등학교 - 서울가산초등학교 - 서울금나래초등학교 - 서울금동초등학교 - 서울금산초등학교 | - 서울금천초등학교 - 서울독산초등학교 - 서울두산초등학교 - 서울문교초등학교 - 서울문백초등학교 | - 서울문성초등학교 - 서울백산초등학교 - 서울시흥초등학교 - 서울신흥초등학교 - 서울안천초등학교 | - 서울영남초등학교 - 서울정심초등학교 - 서울탑동초등학교 - 서울흥일초등학교 |

중학교
| - 가산중학교 - 난곡중학교 - 동일중학교 | - 문성중학교 - 문일중학교 | - 세일중학교 - 시흥중학교 | - 안천중학교 - 한울중학교 |

### 구로구
초등학교
| - 서울개명초등학교 - 서울개봉초등학교 - 서울개웅초등학교 - 서울고산초등학교 - 서울고원초등학교 - 서울고척초등학교 | - 서울구로남초등학교 - 서울구로초등학교 - 서울구일초등학교 - 서울덕의초등학교 - 서울동구로초등학교 - 서울매봉초등학교 | - 서울미래초등학교 - 서울세곡초등학교 - 서울신구로초등학교 - 서울신도림초등학교 - 서울신미림초등학교 - 서울영서초등학교 | - 서울영일초등학교 - 서울오류남초등학교 - 서울오류초등학교 - 서울오정초등학교 - 서울온수초등학교 - 서울천왕초등학교 |

중학교
| - 개봉중학교 - 개웅중학교 - 경인중학교 - 고척중학교 | - 구로중학교 - 구일중학교 - 신도림중학교 - 영림중학교 | - 영서중학교 - 오남중학교 - 오류중학교 | - 우신중학교 - 천왕중학교 - 항동중학교 |

## 같이 보기
- 대한민국 교육부